# Маркауаси
Маркауаси (исп. Marcahuasi), или Маркаваси (Markawasi на языке кечуа), — в перуанских Андах обширное плато вулканического происхождения на высоте 4000 метров в 60 км к востоку от Лимы (столицы Перу) на правом берегу реки Римак, вблизи деревушки Сан Педро де Каста (San-Pedro-de-Casta). Эта возвышенная равнина площадью в три квадратных километра необычна своими гранитными скалами в форме человеческих лиц (антропоморфные формы) или животных (зооморфные). Плато известно с 1950-х годов, и вопрос естественной скальной эрозии оспаривается.
Согласно первооткрывателю — перуанскому исследователю и автору публикаций Даниэлю Рузо (1900—1991) — резные формы скал имеют искусственное происхождение и были созданы в доисторические времена, ещё до исчезновения слонов из латиноамериканской фауны. Рузо отмечает техническое мастерство исполнителей скальных форм и контуров, очень часто заметных только под определённым углом и при надлежащем освещении.